# Lasiodora lakoi
Lasiodora lakoi är en spindelart som beskrevs av Cândido Firmino de Mello-Leitão 1943. 
Lasiodora lakoi ingår i släktet Lasiodora och familjen fågelspindlar. Inga underarter finns listade i Catalogue of Life.